# Julian (Nebraska)
Julian je selo u američkoj saveznoj državi Nebraska. Prema popisu stanovništva iz 2010. u njemu je živjelo 59 stanovnika.